# ديفيد هيكلر
ديفيد هيكلر (بالإنجليزية: David Heckler) هو قاضي ومحامي وسياسي أمريكي، ولد في 7 مارس 1947 في الولايات المتحدة. حزبياً، نشط في الحزب الجمهوري. وقد انتخب عضو مجلس ولاية بنسيلفانيا وانتخب عضو مجلس نواب بنسيلفانيا.